# Pedro Fernández de Velasco y Rozas
Pedro Fernández de Velasco y Rozas (f. antes de 1581), I señor de Cilleruelo y de los valles de la Hoz de Areba.
Hijo de Pedro Fernández de Velasco y Tovar, III duque de Frías, grande de España, V conde de Haro, condestable de Castilla, capitán general del Reino, camarero mayor del emperador, merino mayor de Castilla y caballero de la Orden del Toisón de Oro, y de María de Rozas, legitimado por rescripto del rey Carlos I y de su madre la reina Juana, fechado en Madrid, a 12 de junio de 1541.
Casó con Luisa de Vivero y Velasco (f. 1603), su único hijo fue Juan Fernández de Velasco y Vivero, clérigo.
Falleció antes de 1581 y recibió sepultura en la capilla del Condestable de la catedral de Burgos.